# Alvin! și veverițele (2015)
Alvin! și veverițele (stilizat ca ALVINNN!!! și veverițele) este o serie de televiziune americană / franceză CGI animată, care este pe Sky Kids, Nicktoons, POPand, BBC Alba cu Alvin și The Chipmunks și The Chipettes care a fost anunțat pentru prima dată în 2010. După o pauză de 25 de ani, premiera acestei seriale marchează prima lor emisiune de televiziune împreună din 1990. Un trailer promoțional pentru seria a fost postat pe YouTube. La 10 octombrie 2016, a fost anunțat că seria a fost reînnoită pentru un al treilea și al patrulea sezon.

## Premis
În serial este vorba despre Alvin și veveritele care au parte zi de zi de multe peripeții. Ei au fost crescuți de mici de către Dave, tatăl lor adoptiv. Fiecare are rolul său. Ei fac parte dintr-o trupă și cântă alături de prietenele lor, The Chipettes, având și ele, la rândul lor, o trupă.

## Personaje
- Alvin Seville - Băiatul cel Rău: Alvin este o „legendă locală” autoproclamată și cel mai încrezător și mai entuziast dintre cei trei frații. Cu atitudine, energie și multe scheme nebunești, Alvin acționează din impuls, crezând pe deplin în viziunea sa briliantă, dar planurile lui trăznite se termină de obicei în dezastru, băgându-i pe el și pe frații săi în necazuri, însă întotdeauna găsește o cale de scăpare până la urmă...bine, aproape întotdeauna...

- Simon Seville - Băiatul cel Deștept: Simon este fratele cel mai mare (cu 8 secunde). Are un IQ chiar la nord de al lui Einstein și un ascuțit și sec simț al umorului. Mintea sa ageră, de obicei, poate prezice modul în care schemele lui Alvin se vor încheia în dezastru și își folosește inteligența pentru a descoperi soluția potrivită și pentru a menține trio-ul în siguranță. Simon îl iubește pe Alvin, dar în secret îl îngrijorează faptul că aceștia împărtășesc același fond genetic.

- Theodore Seville - Băiatul cel Bun: Theodore este fratele cel mai mic. Este drăguț, sfios și naiv, cu alte cuvinte, o țintă ușoară pentru majoritatea planurilor nebunești ale lui Alvin. El este bebelușul familiei, dar nu lăsa ca mărimea sa să te păcălească! Această mică veveriță surprinde mereu cu cuvintele sale puternice de înțelepciune, care îl fac, de fapt, pe Alvin să-și reconsidere schemele năsabuite...însă, nu pentru mult timp...
- David "Dave" Seville - Tatăl lor adoptiv: Dacă nu îl găsiți pe Dave, doar ascultați pe cineva care strigă „ALVINNN!!!” din vârful plămânilor. În calitate de tată al acestui trio hiperactiv, Dave este adesea prins în încurcăturile lor afurisite, în timp ce compune cântece pentru ei. Creșterea copiilor poate fi dificilă, dar creșterea a trei veverițe problematice este o treabă pe care numai Dave o poate face.
- Brittany Miller - Deși nu este astronom, Brittany e destul de sigură că lumea se învârte în jurul ei. Este o sclavă a modei, care crede cu tărie că ești ceea ce porți. Pe lângă stilul ei criminal, ea este de asemenea cunoscută și pentru atitudinea sa criminală. Adevărat, la prima vedere ar putea părea încrezută și egocentrică, acordându-le surorilor sale o perioadă grea, dar atunci când situația devine critică, Brittany dezvăluie o inimă de aur și face ceea ce trebuie.
- Jeanette Miller - Jeanette este mai interesată să înțeleagă cum funcționează universul decât să se asigure că șosetele ei se potrivesc. Este o gânditoare și simțitoare profundă și, spre deosebire de sora ei Brittany, știe că aspectul nu este totul. Jeanette e incredibil de dulce și blândă, dar are o coloană vertebrală din oțel și va susține ceea ce consideră că este corect.
- Eleanor Miller - Eleanor este extravertită, sportivă și ambițioasă și crede că orice e posibil dacă te străduiești suficient. Pe lângă abilitățile sale atletice, se pricepe foarte bine și la gătit. Nu e de mirare că are prieteni în fiecare cerc social. Este cea mai scundă dintre cele trei surori, The Chipettes, dar poți să o distingi întotdeauna într-o mulțime, doar prin voința și determinarea ei puternică.